# Alfred Washington Adson
Alfred Washington Adson (13 de març de 1887 - 12 de novembre de 1951) va ser un metge, oficial militar i cirurgià nord-americà. Va exercir la pràctica mèdica a la Mayo Clinic i a la Mayo Graduate School of Medicine de la Universitat de Minnesota a Rochester, Minnesota. Va estar associat amb el desenvolupament de la Secció de Cirurgia Neurològica que es va establir per primera vegada a Mayo el 1919. Va funcionar com a president fins a 1946. Va emprendre una neurocirurgia pionera i va donar el seu nom a una afecció mèdica, un signe mèdic, una maniobra de diagnòstic mèdic i instruments mèdics.

## Primera vida i educació
Alfred Adson va néixer a Terril, Iowa. Els seus pares Anna B. Adson (1869–1955) i Martin Adson (1864–1955) eren tots dos immigrants noruecs. Adson va obtenir la seva llicenciatura el 1912 a la Universitat de Nebraska, el seu doctorat el 1914 a la Universitat de Pennsilvània i el màster el 1918 a la Universitat de Nebraska. Com a becari de cirurgia, va ingressar a la Clínica Mayo el juliol de 1914 on va ser convidat a desenvolupar una secció de cirurgia neurològica. Es va convertir en membre substantiu del personal l'1 de gener de 1917.

## Carrera
Va ser primer tinent del Cos de Reserva Mèdica de l'exèrcit dels EUA durant la Primera Guerra Mundial. Després de la guerra, va continuar sent cap de la Secció de Cirurgia Neurològica de la Clínica Mayo fins que l'any 1946 va ser nomenat consultor sènior de la mateixa secció. va emprendre una neurocirurgia innovadora per al tractament de la neuràlgia glossofaríngia, la malaltia de Raynaud, la malaltia de Hirschsprung i la hipertensió essencial.

Va ser coronel al Cos de Reserva Mèdica de l'exèrcit membre de l'Associació Neurològica Internacional, l'Associació per a la Recerca en Malalties Nervioses i Mentals Inc., la Societat de Cirurgians Neurològics i l' Associació Americana. de Cirurgians Neurològics, l'Associació Quirúrgica Occidental, l'Associació Central de Neuropsiquiàtrics i la Societat de Neurologia i Psiquiatria de Minnesota.
Va rebre el 1948 un títol honorari de Doctor en Ciències per la Universitat de Nebraska i un de St Olaf College, Northfield, Minnesota.
Va ser president de la Society of Neurological Surgeons el 1932 i 1933, de la Minnesota State Medical Association el 1937, del Minnesota State Board of Medical Examiners el 1938 i 1943, de la Minnesota Neurological Society el 1941 i de la North Central Medical Conference a 1948.

## Vida personal
Es va casar amb Lora G. Smith el 3 d'agost de 1911. Van tenir tres fills: William W. Adson, Mary L. Adson i Martin Adson, cap d'una secció de cirurgia a la Clínica Mayo.

## Obres seleccionades
- Consideració quirúrgica dels tumors cerebrals (1934)
- La gestió quirúrgica de l'abscés cerebral (1935)
- El tractament de l'osteomielitis cranial i l'abscés cerebral (1938)

## Atributs homònims
- Síndrome d'Adson-Coffey . Anomenat per Adson i Jay R Coffey, també anomenat síndrome de sortida toràcica, una condició que implica pressió sobre el paquet nerviós que surt de la cavitat toràcica a la regió de l'aixella.[10]
- Maniobra d'Adson : s'utilitza per obtenir el signe d'Adson . Pèrdua del pols radial del costat afectat per TOS quan el pacient omple els seus pulmons i gira el cap amb el coll estirat, cap al costat afectat.[10]
- Pinces Adson-Graeff : pinces de teixit de 125 mm de llarg.[10]
- Retractor Beckman-Adson : s'utilitza per mantenir incisions quirúrgiques obertes.[10]
- Fórceps de dissecció d'Adson : s'utilitza per subjectar teixit fi.[10]